# Reper (geodezija)
Reper (fr. repère: znak, oznaka) je prirodno izrazita ili posebno obilježena referentna točka s obzirom na koju se provodi mjerenje neke veličine. U vojništvu je reper dobro vidljiv istaknuti predmet na terenu, a ucrtan na zemljovidu, koji služi pri određivanju vodoravnih kutnih udaljenosti za dojavu ciljeva. Napose je važan u topništvu, gdje predstavlja točku poznatih koordinata, za koju su prethodnim gađanjem pronađeni točni elementi za prijenos vatre na stvarni cilj. 
Nivelmanski reper ili nivelirski reper u geodeziji oznaka je visinske točke precizno određene visine, koja služi kao osnova za određivanje visina okolnih točaka. Obično je u obliku čelične pločice s naznačenom nadmorskom visinom, ili nosača sa zaobljenim vrhom, a postavlja se na neko stabilno mjesto (zgrada, most ili slično).

## Vidljivost
Vidljivost je najveća udaljenost na kojoj se danju na obzoru (horizontu) na svijetloj pozadini neba golim okom dobro razabire taman predmet, a noću svjetlost poznate jačine. Vidljivost se utvrđuje danju s pomoću takozvanog repera (izrazitih predmeta kojima je udaljenost poznata, na primjer tornjeva, drveća), a noću s pomoću svjetala. U meteorologiji se vidljivost određuje u različitim smjerovima. U vremenskim prognozama obično se objavljuje najmanja vidljivost.
Za razliku od optičke vidljivosti, koja zavisi od brojnih već navedenih čimbenika, u praksi služi pojam meteorološka vidljivost, pod kojom se podrazumijeva najveća udaljenost na kojoj motritelj normalnog vida uz postojeću prozirnost atmosfere može vidjeti i raspoznati taman predmet određenih mjera (takozvani reper), kad se on ističe na nebu prema obzoru (horizontu). Kutni promjer predmeta treba da bude veći od 20'. Vidljivost se određuje u vodoravnom ili približno vodoravnom smjeru, pa se takva vidljivost naziva vodoravnom vidljivošću (kraće vidljivost). Na aerodromima se određuje i okomita i kosa vidljivost.